# El segle de la Xina
El segle de la Xina. De Mao a primera potència mundial (en el castellà original: El siglo de China. De Mao a primera potencia mundial) és un assaig sobre l'economia de la República Popular de la Xina escrit per Ramón Tamames i publicat l'any 2007.

## Sinopsi
El siglo de China. De Mao a primera potencia mundial és un llibre sobre Xina que se centra de manera específica en l'evolució econòmica del país des de l'arribada de Mao Zedong i la Revolució xinesa del 1949. Amb una referència inicial a la història de la Xina es contextualitza el potencial demogràfic i geogràfic del país per a analitzar, amb més deteniment, la successió de canvis que succeeixen des de la caiguda de la dinastia Qing l'any 1911 fins a l'any 2006 en el qual es finalitza la redacció del llibre.

## Història
Capítol a capítol es desgranen dades de la demografia, del medi ambient social, de la tecnologia, les empreses estatals, el medi ambient natural, els canvis de directrius en la propietat, fent una comparació amb les dades d'altres potències econòmiques mundials a mesura que avança el segle XX i els inicis del XXI.
El llibre planteja el model de desenvolupament de la Xina i els canvis de la seua transició econòmica així com el paper del Partit Comunista de la Xina. Es fan referències al context internacional, l'Índia, la Unió Europea, Rússia, els Estats Units, el Japó, així com altres països d'Àsia, Amèrica i Àfrica, ofereixen una visió de l'economia a escala global des de l'anàlisi de l'economia local de la República Popular de la Xina.

## Estructura
El llibre es desenvolupa en un pròleg i nou capítols:
1. D'imperi en decadència a república popular
2. La quarta revolució: Deng i l'OMC
3. L'imparable creixement de la Xina
4. Demografia i medi ambient
5. Estructures sectorials bàsiques
6. Sector financer i multinacionals a la Xina
7. Polítiques d'una gran potència
8. Relacions entre la Unió Europea i Espanya amb la Xina
9. Empresaris espanyols a la Xina

### La quarta revolució: Deng i l'OMC
En el capítol s'analitzen els models de creixement, els canvis en els models de producció, les reformes i inversions estrangeres, la tecnologia, i també es contrasta el comportament en el treball del poble japonés descrit per Gregory Clark amb el comportament del poble xinés descrit per l'antropòleg català Josep Giró, que caracteritza als xinesos com a "xarradors, amants de la bona taula i dels plaers del llit, patriarcals i apegats als diners sense cerimònies", i a continuació Ramón Tamames escriu "Caràcters que permeten definir-los com els mediterranis d'Àsia".
Continua desgranant els valors del poble xinés amb l'anàlisi de la seua cultura i història, budisme, taoisme, confucianisme. Explica com el confucianisme és un terme amb diferent accepció a la que tenim a Occident, ja que a la Xina és una realitat institucional i social que es forja al llarg de dos mil anys.